# Brabham BT52
Brabham BT52(BT52B) — гоночный автомобиль команды Формулы-1 Fila Sport (Brabham), выступавший в сезоне 1983 года.

## История
В связи с изменениями в правилах, которые предусматривали запрет использования граунд-эффекта, команда Brabham была вынуждена свернуть программу по доводке шасси Brabham BT51. Оно было построено к концу сезона 1982 года и даже участвовало в тестах. Новая модель BT52 была спроектирована и построена всего за три месяца.
Модифицированная версия шасси с индексом BT52B появилась на Гран-при Великобритании и использовалась гонщиками до конца сезона.
Автомобиль оказался очень лёгким и удобным в управлении и позволил Нельсону Пике завоевать свой второй чемпионский титул. При этом бразилец одержал всего три победы. Риккардо Патрезе в первой половине сезона преследовали многочисленные сходы, однако он смог выиграть одну гонку и завоевать ещё один подиум. В Кубке конструкторов команда заняла третье место.

## Результаты выступлений в гонках[1]
| Год  | Шасси           | Двигатель             | Шины | Пилоты  | 1    | 2    | 3    | 4    | 5    | 6    | 7    | 8    | 9    | 10  | 11   | 12   | 13   | 14  | 15  | Место | Очки |
| ---- | --------------- | --------------------- | ---- | ------- | ---- | ---- | ---- | ---- | ---- | ---- | ---- | ---- | ---- | --- | ---- | ---- | ---- | --- | --- | ----- | ---- |
| 1983 | Brabham BT52(B) | BMW M12/13 1,5 л, L4T | M    |         | БРА  | СШЗ  | ФРА  | САН  | МОН  | БЕЛ  | ДЕТ  | КАН  | ВЕЛ  | ГЕР | АВТ  | НИД  | ИТА  | ЕВР | ЮАР | 3     | 72   |
| 1983 | Brabham BT52(B) | BMW M12/13 1,5 л, L4T | M    | Пике    | 1    | Сход | 2    | Сход | 2    | 4    | 4    | Сход | 2    | 13  | 3    | Сход | 1    | 1   | 3   | 3     | 72   |
| 1983 | Brabham BT52(B) | BMW M12/13 1,5 л, L4T | M    | Патрезе | Сход | 10   | Сход | Сход | Сход | Сход | Сход | Сход | Сход | 3   | Сход | 9    | Сход | 7   | 1   | 3     | 72   |

| Легенда к таблице |                                                                    |
| --- | ------------------------------------------------------------------ |
| В таблице перечислены результаты всех Гран-при Формулы-1, в которых использовался автомобиль. Строками таблицы являются сезоны, столбцами — этапы чемпионата мира. В каждой клетке указаны сокращённое название этапа и результат, дополнительно обозначенный цветом. Расшифровка обозначений и цветов представлена в нижеследующей таблице. |                                                                    |
| \| Пример \| Описание \| \| ------------ \| ------------------------------------------------------------------ \| \| 1 \| Победитель \| \| 2 \| Второе место \| \| 3 \| Третье место \| \| 5 \| Финишировал, заработав очки \| \| Сход \| Не финишировал, но при этом заработал очки \| \| 12 \| Финишировал, не получив очков \| \| НКЛ \| Финишировал, но не попал в финальную классификацию \| \| 15 \| Участвовал вне зачёта, либо по отдельной классификации \| \| 18 \| Не финишировал, но попал в финальную классификацию \| \| Сход \| Не финишировал \| \| НКВ \| Не прошёл квалификацию \| \| НПКВ \| Не прошёл предквалификацию \| \| ДСК \| Дисквалифицирован \| \| ИСК \| Исключён из протокола соревнований \| \| ТТ \| Заявлен для участия только в тренировках \| \| НС \| Участвовал в квалификации, но не стартовал в гонке \| \| Т \| Травмирован или болен \| \| ОТК \| Отказ от участия \| \| НТР \| Прибыл на соревнования, но на трассу не выезжал \| \| НПР \| Был заявлен в числе участников, но не прибыл к началу соревнований \| \| О \| Соревнования отменены \| \| \| Не участвовал \| \| Поул-позиция \| \| \| Быстрый круг \| \| |                                                                    |
| Пример | Описание                                                           |
| 1 | Победитель                                                         |
| 2 | Второе место                                                       |
| 3 | Третье место                                                       |
| 5 | Финишировал, заработав очки                                        |
| Сход | Не финишировал, но при этом заработал очки                         |
| 12 | Финишировал, не получив очков                                      |
| НКЛ | Финишировал, но не попал в финальную классификацию                 |
| 15 | Участвовал вне зачёта, либо по отдельной классификации             |
| 18 | Не финишировал, но попал в финальную классификацию                 |
| Сход | Не финишировал                                                     |
| НКВ | Не прошёл квалификацию                                             |
| НПКВ | Не прошёл предквалификацию                                         |
| ДСК | Дисквалифицирован                                                  |
| ИСК | Исключён из протокола соревнований                                 |
| ТТ | Заявлен для участия только в тренировках                           |
| НС | Участвовал в квалификации, но не стартовал в гонке                 |
| Т | Травмирован или болен                                              |
| ОТК | Отказ от участия                                                   |
| НТР | Прибыл на соревнования, но на трассу не выезжал                    |
| НПР | Был заявлен в числе участников, но не прибыл к началу соревнований |
| О | Соревнования отменены                                              |
| | Не участвовал                                                      |
| Поул-позиция |                                                                    |
| Быстрый круг |                                                                    |